# Nový Zéland na Letních olympijských hrách 1920
Nový Zéland se účastnil Letní olympiády 1920 v belgických Antverpách. Zastupovalo ho 4 sportovci (3 muži a 1 žena) ve 3 sportech.

## Medailisté
| Medaile | Jméno          | Sport     | Soutěž    |
| ------- | -------------- | --------- | --------- |
| Bronz   | Darcy Hadfield | Veslování | muži skif |